# 高邑话
高邑县虽然面积很小，却有着两种差别较大的方言，即常说的“铁道西话”和“铁道东话”。这里的“铁道”指从高邑县中央穿过的京广铁路。严格地说，方言的分布与地理并非完全重合。比如东韩庄等北部的村落，尽管位于铁路以东，但方言却是典型的铁道西话。由于县城、火车站位于铁路以东，而且铁道以东更繁华一些，因此通常说的高邑话一般指铁道东话。
按照目前国内流行的划分，高邑话被划归“冀鲁官话-石济片-赵深小片”，而实际上高邑话（以及石家庄、邢台的很多现实的方言）更接近中原官话，而非冀鲁官话。